# Pic de Macaya
Le pic de Macaya est une montagne située en Haïti et constitue le point culminant du massif de la Hotte à 2 347 mètres d'altitude. Il est compris dans le parc national de Macaya au cœur de la péninsule de Tiburon.

## Géographie
Le pic de Macaya est situé entre les villes des Cayes et de Jérémie. C'est le second sommet le plus haut d'Haïti après le pic la Selle qui culmine à 2 680 mètres d'altitude.

## Faune et flore
La zone de forêt de nuage du pic de Macaya, englobée dans le parc national de Macaya, présente la particularité – avec le pic de Formon voisin – d'être l'ultime lieu de présence (entre 1 700 et 2 300 mètres d'altitude et sur moins de 10 km2 au total) d'une espèce d'amphibien en « danger critique d'extinction », Eleutherodactylus thorectes, classée en 2012 sur la liste des 100 espèces les plus menacées par l'UICN.